# Dan Osman
Dan Osman (11. února 1963 – 23. listopadu 1998) byl americký extrémní sportovec, známý provozováním nebezpečných sportů jako sólolezení (horolezení bez lana a ostatních jistících prvků) a „kontrolovaný volný pád“ (controlled free-falling, pád z několikasetstopové skály s jištěním na lanu), jeho rekord byl přes 1200 stop (cca 400 m). Byl znám svým bohémským přístupem k životu, málokdy pracoval a byl ochoten měsíc žít v chýši na stromě. Byl hvězdou různých horolezeckých videí, které přitáhly spousty diváků.
Zemřel 23. listopadu 1998 ve věku 35 let při skoku ze skály Leaning Tower v Yosemitském národním parku. Příčinou smrti bylo přetržení lana v důsledku vysokého tření, kdy na laně vznikl uzel. Původně měl Dan Osman skákat týden předtím, v čemž mu však strážci parku zabránili. Lana ponechal na místě a na místo se vrátil až za 3 týdny.